# Bombylisoma tripunctatum
Bombylisoma tripunctatum är en tvåvingeart som först beskrevs av Macquart 1840.  Bombylisoma tripunctatum ingår i släktet Bombylisoma och familjen svävflugor. Inga underarter finns listade i Catalogue of Life.